# 美ら島ベリー
美ら島ベリー（ちゅらしまベリー）は沖縄セルラー電話がICTを用いた植物工場で栽培し、出荷するイチゴのブランド名。
味、見た目、無農薬であることが訴求ポイントとなっている。また糖度の高い日本のイチゴはアジアの富裕層にも人気で、朝に収穫したイチゴを昼には台湾や香港の店頭に並べることが可能といった地理的優位点も考慮されている。

## 概要
沖縄県では県内で消費する葉菜類の8割から9割を県外からの船便で輸送してきている。そのため新鮮な状態で食べられる期間が短く、台風などによって船が欠航した場合は入手ができなくなっていた。社内からLEDと水で水耕栽培を行う野菜工場のアイデアが出て、沖縄県南城市にITを用いて水温や二酸化炭素濃度を管理する植物工場を構築し、レタスなどを栽培し、沖縄県内のスーパーマーケットなどへの販売実績もあった。沖縄セルラーは、この野菜工場システムを南大東島、宮古島、石垣島へと展開していった。美ら島ベリーもこの流れの延長線上に生まれた企画である。
沖縄県はイチゴの栽培に適した天候ではなく価格が安定しないという問題点があった。沖縄県大宜味村の賃貸工場にイチゴを栽培する施設を設置し、2017年8月よりイチゴ約2万株の水耕栽培を開始した。イチゴの栽培には日清紡ホールディングスから技術提供を受けている。

## 輸送時の温度管理システム
2021年6月からは美ら島ベリーの輸送時にもRFIDによって温度管理するシステムを輸送の全過程において導入している。サトーが開発したRFID温度ロガータグを出荷箱に添付することで出荷から納品まで5分毎2週間分の温度履歴を記録する。生産者が出荷してから小売店へ納品するまでの全過程で継続的に温度を記録し、取得することによって、品質の確保と商品が劣化した際の原因究明を可能にすることを目的とする。